# Bombus mendax
Bourdon menteur
Espèce
Statut de conservation UICN

NT : Quasi menacé
Bombus mendax, le Bourdon menteur,, est une espèce d'insectes hyménoptère de la famille des Apidae et du genre Bombus. Il s'agit d'un bourdon montagnard endémique des Alpes, des Pyrénées et des Monts cantabriques, dont la pilosité est généralement noire et jaunâtre avec l'extrémité de l'abdomen orangée. L'espèce est classée comme quasi menacée (NT), ses populations étant menacées par le réchauffement climatique.

## Description

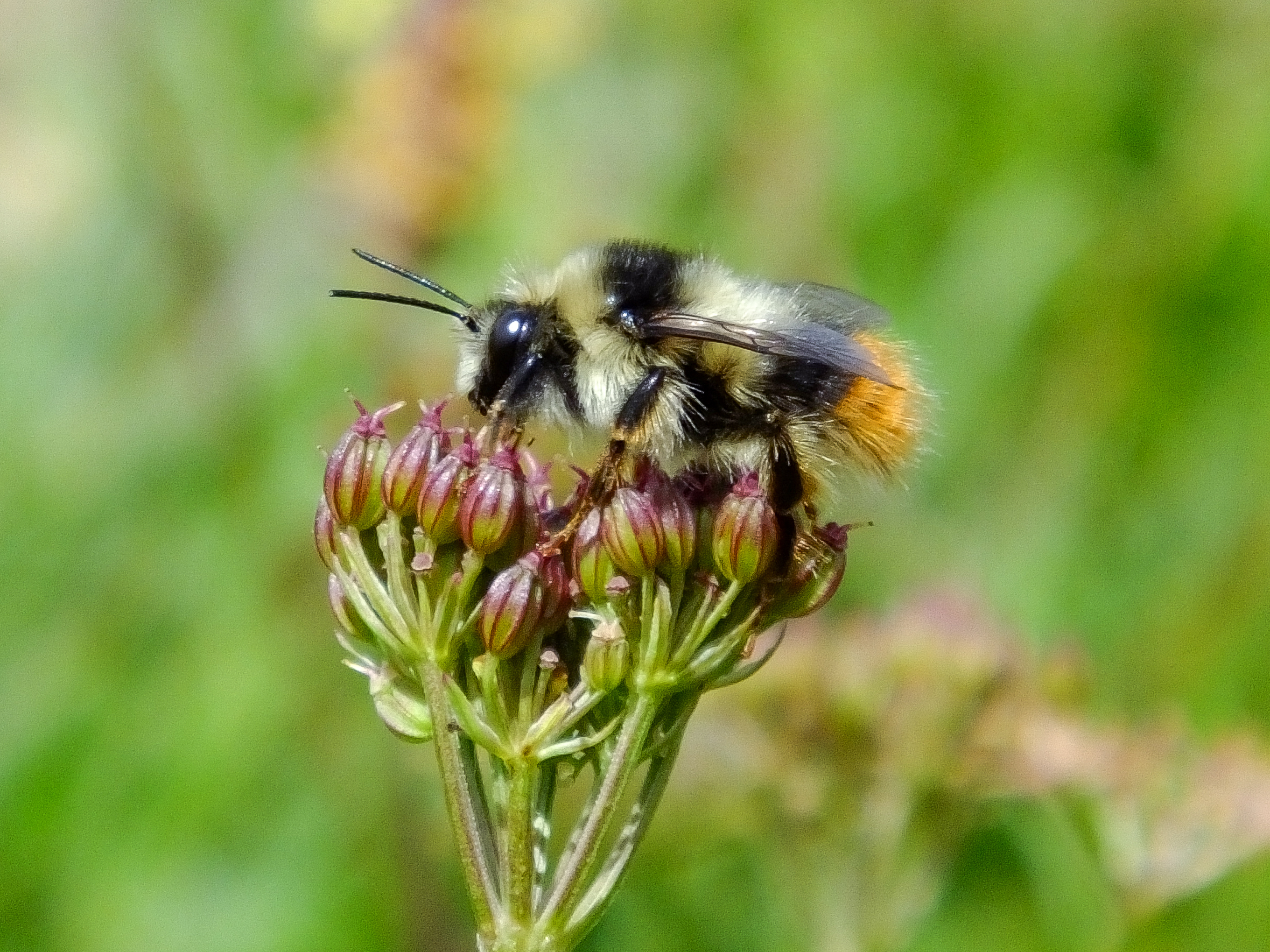
Mâle de Bombus mendax (Valais, Suisse).

Bombus mendax mesure de 18 à 20 mm pour les reines, 14 à 17 mm pour les ouvrières et 15 à 18 mm pour les mâles. Sa pilosité est généralement noire avec l'extrémité de l'abdomen rouge orangé. Mâles et femelles présentent une pilosité jaunâtre variable sur le thorax et l'abdomen. Les formes les plus claires ont une pilosité jaunâtre sur le collare (c'est-à-dire l'avant du thorax), le scutellum (c'est-à-dire l'arrière du thorax) et le tergite 1. L'espèce se distingue des autres bourdons par la longueur du troisième article des antennes qui est aussi long que les articles 4 à 6 réunis. Chez les reines et les ouvrières, la surface plane de la corbicule est très matte,. Le mâle de Bombus mendax est particulièrement reconnaissable dans les Alpes et les Pyrénées grâce à ses grands yeux composés. Seul le mâle de Bombus confusus possède ce même caractère, mais il s'agit d'une espèce de plaine,.

## Répartition et habitat
Ce bourdon est présent en Suisse, France, Allemagne, Autriche, Italie, Espagne, Slovénie et Andorre. Il apprécie les éboulis, les pelouses et les crêtes de haute altitude des Alpes et des Pyrénées. Il vole entre 1 200 et 2 800 mètres d'altitude,.
Il récolte le pollen et le nectar de nombreuses familles de plantes aux fleurs à corolles profondes (espèce polylectique). Une analyse pollinique faite sur une vingtaine d'individus suisses a révélé que la famille des Fabacées représentait une grande part de ses ressources en pollen (75 %), suivie des Lamiacées (15 %) et des Orobanchacées (3 %).

## Biologie

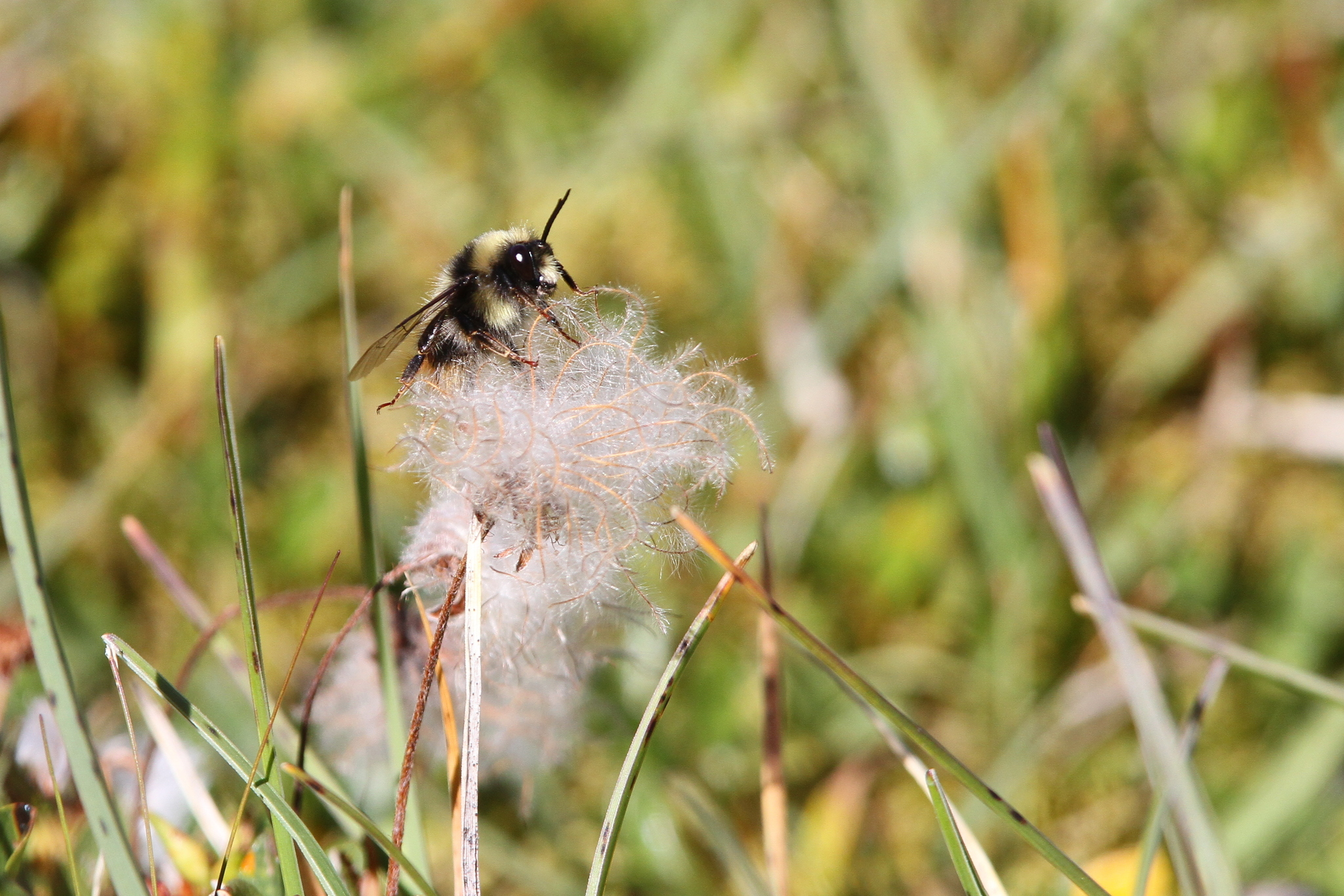
Bombus mendax mâle sur une anémone en fruit (Bavière, Allemagne).

Bombus mendax forme une seule génération par an (espèce univoltine). Les reines volent de mai à septembre, les ouvrières de juin à septembre et les mâles de juillet à septembre. Le nid se trouve dans une galerie abandonnée de micro-mammifère, un nid abandonné de Niverolle alpine ou dans l'anfractuosité d'une dalle rocheuse,. Les colonies sont de petite taille, contenant entre 30 et 150 individus. 
Le mode de nidification de Bombus mendax diffère de celui des autres bourdons. Les réserves de pollen et de nectar sont stockées loin du couvain et les larves sont élevées individuellement dans des cellules de forme hexagonale. A l'émergence des adultes, les cellules ne sont jamais réutilisées comme pots à nectar ou à pollen, comme c'est le cas chez les autres bourdons. Les pots sont construits à neuf hors du couvain. Ce mode de développement, appelé « bâtisseur de rayons » (ou honeycombe builder en anglais) est une caractéristique des espèces du sous-genre Mendacibombus,.
Le comportement du mâle de cette espèce ressemble à celui de Bombus confusus. Posé sur un reposoir non loin du nid, il surveille le ciel et se précipite sur n'importe quel insecte passant à proximité dans l'espoir de tomber sur une reine non fécondée avec laquelle il puisse s'accoupler. Ce comportement de poursuite (appelé racing behaviour en anglais) peut également être déclenché en jetant de petits cailloux dans sa direction,.
Aucun parasite de Bombus mendax n'est connu à ce jour,.

## Conservation

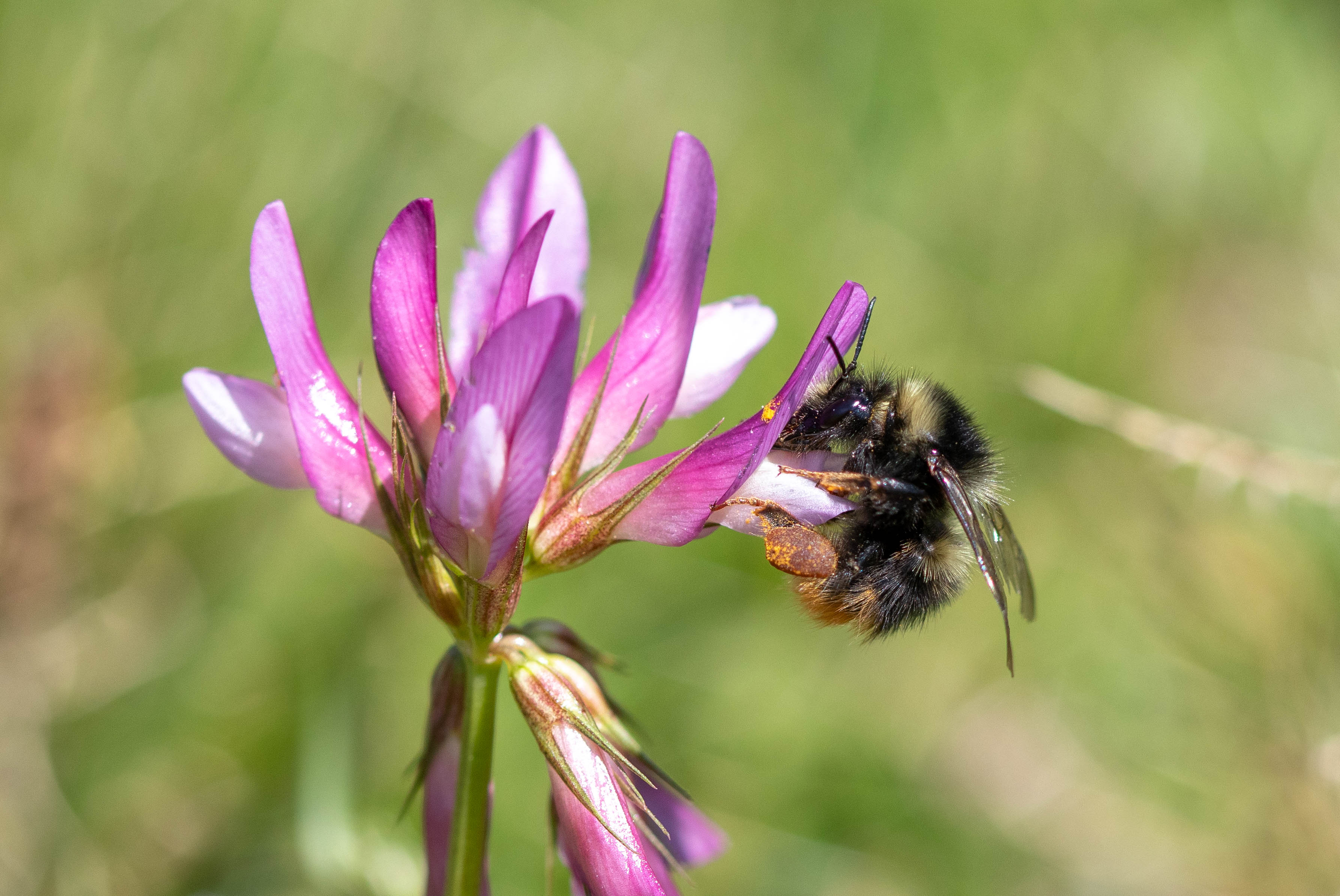
Ouvrière de Bombus mendax sur Trifolium alpinum (Valais, Suisse).

Bombus mendax est une abeille sauvage considérée comme quasi menacée (NT) en Europe d'après la liste rouge de l'UICN. Le changement climatique est susceptible de réduire les habitats disponibles pour cette espèce à l'avenir,.
En Suisse, l'espèce était présente dans le massif du Jura jusqu'en 1973. Sa disparition est probablement due à l'augmentation de 1 à 2 degrés des températures moyennes dans le pays au XXe siècle, ce qui équivaut à un décalage d'environ 200 à 400 mètres vers le haut. A cela s'ajoutent les pratiques agricoles qui ont radicalement transformé les paysages jurassiens et notamment l'habitat de Bombus mendax. 

## Taxonomie

### Synonymie
Bombus mendax a pour synonymes :
- Bombus latofasciatus Vogt, 1909

### Sous-espèces
Deux sous-espèces sont connues :
- Bombus mendax mendax Gerstäcker 1869 - présente dans les Alpes.
- Bombus mendax latofasciatus Vogt 1909 - présente dans les Pyrénées et les Monts cantabriques[2],[12].